# Homoneura flavopunctata
Homoneura flavopunctata är en tvåvingeart som beskrevs av Shinji 1939. Homoneura flavopunctata ingår i släktet Homoneura och familjen lövflugor. Inga underarter finns listade i Catalogue of Life.